# داغ کولان‌لی
داغ کولان‌لی (به لاتین: Dağ Kolanı) یک منطقه مسکونی پیشین در جمهوری آذربایجان است که در شهرستان قبوستان واقع شده است. داغ کولان‌لی ۰ نفر جمعیت دارد. (۲۰۱۴ میلادی)